# Giovanni Daraio
Giovanni Daraio (Tricarico, 13 aprile 1873 – New York, 29 giugno 1959) è stato uno scrittore e presbitero italiano.

## Biografia
Nacque a Tricarico il 13 aprile 1873. Compì gli studi classici nel seminario vescovile di Tricarico, li proseguì a Napoli e Roma laureandosi in teologia, in Utroque Jure e in filosofia.
Fu ordinato sacerdote il 21 marzo 1896 nella Cattedrale di Napoli, il 25 marzo celebrava la sua prima messa nella chiesa del Carmine di Tricarico.

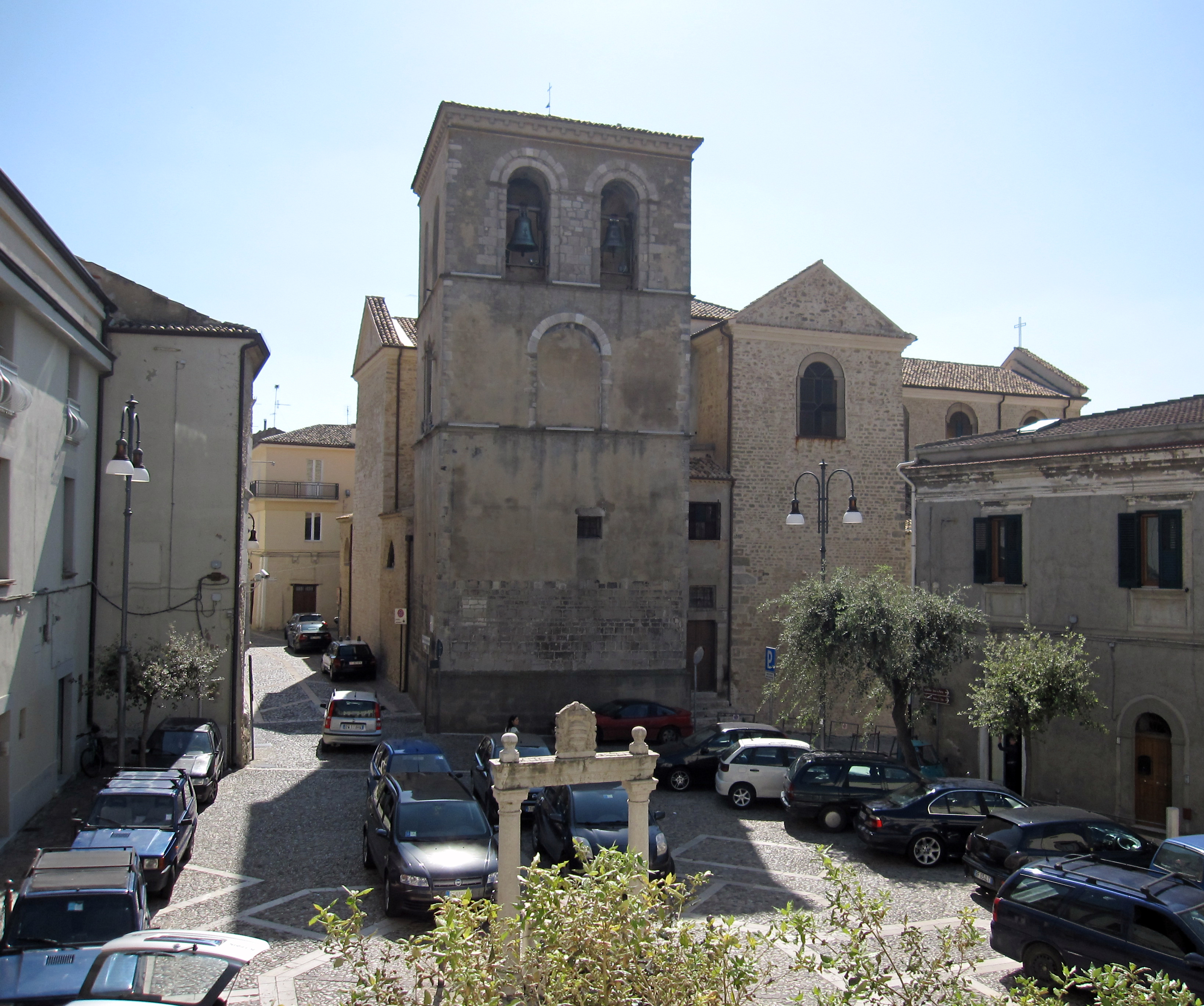
La cattedrale di Tricarico

Fu nominato canonico della Cattedrale nel 1904, e canonico prebendato nel 1905.
Docente di lettere nel seminario vescovile di Tricarico, fu il primo restauratore del convento di Sant'Antonio e fondatore, il 1º dicembre 1899, dell'opera pia Confraternita di Sant'Antonio di Padova, canonicamente eretta con decreto del vescovo Angelo Onorati che ne approvò lo statuto e il regolamento il 12 febbraio 1900.
All'età di 29 anni pubblica il suo primo libro Il Santo di tutto il mondo. Seguono Gli autori più noti della innografia cristiana e La Storia compendiata.

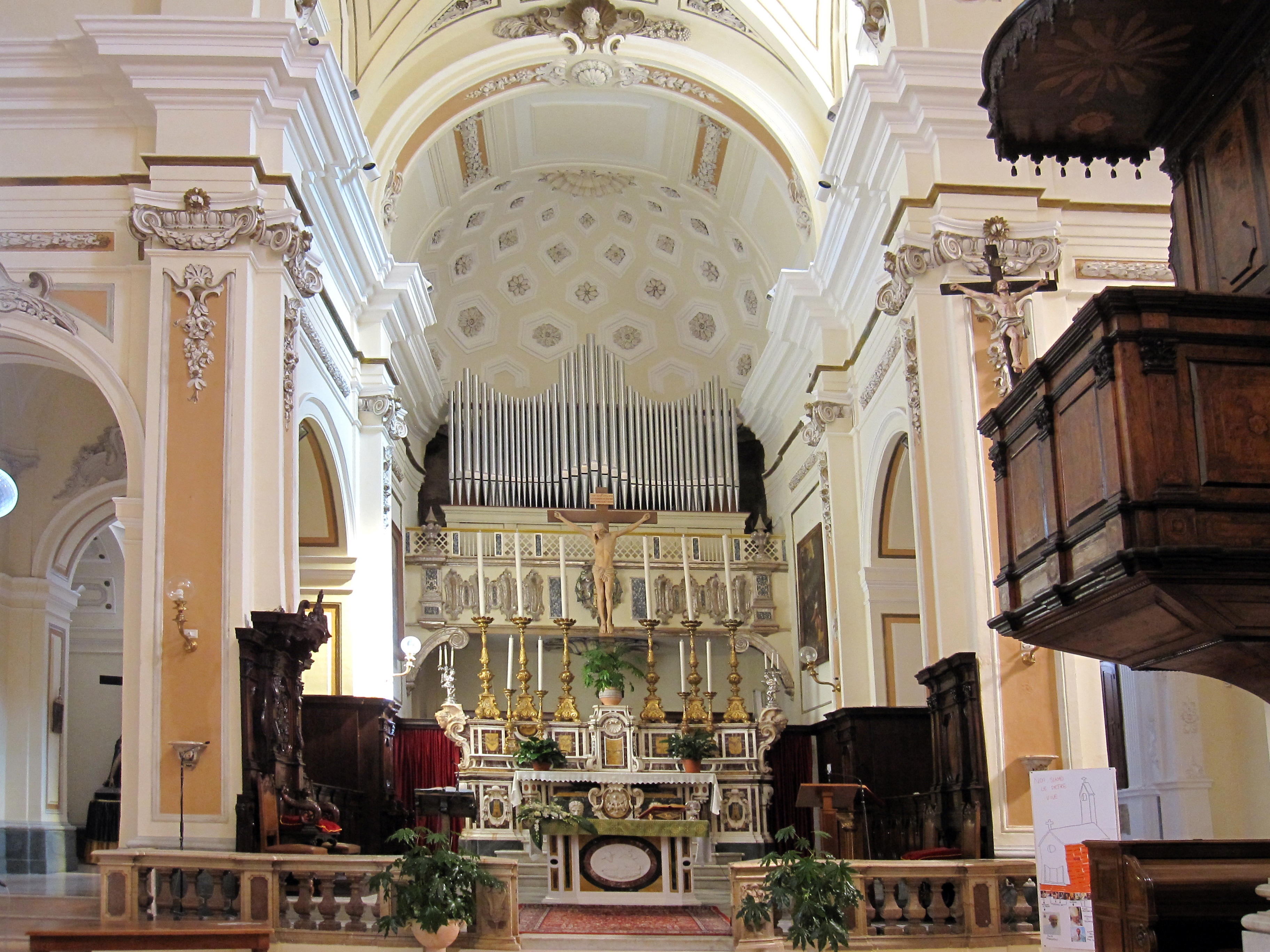
L'interno della cattedrale di Tricarico

Nel 1910 dà alle stampe La Storia del Vescovato di Tricarico.
Nel 1912 volle raggiungere il fratello maggiore, Giuseppe, negli Stati Uniti. Qui fu nominato dall'arcivescovo Prendergast di Philadelphia, parroco della prima chiesa italiana di Easton, Pennsylvania, dedicata a Sant'Antonio di Padova.
Fu cappellano militare durante la prima guerra mondiale.
Finita la guerra, fonda l'Ordine dei Figli e delle Figlie della Lucania e l'Ordine della S.Crociata con finalità filantropiche.
Membro del comitato per il riconoscimento del 12 ottobre come festa nazionale per celebrare la scoperta dell'America, scrisse il saggio Rivendicazione Storica del Columbus Day e un dramma, Cristoforo Colombo, che fu rappresentato a New York, al Teatro Mecca Auditorium, il 12 novembre 1934.
Nel 1937, spaziando in campi diversi da quelli usuali, pubblica Proprietà salutari del vino e degli amari, libro premiato all'Istituto Vinicolo di California e, poi, Come mantenersi in buona salute, anche questo bilingue.

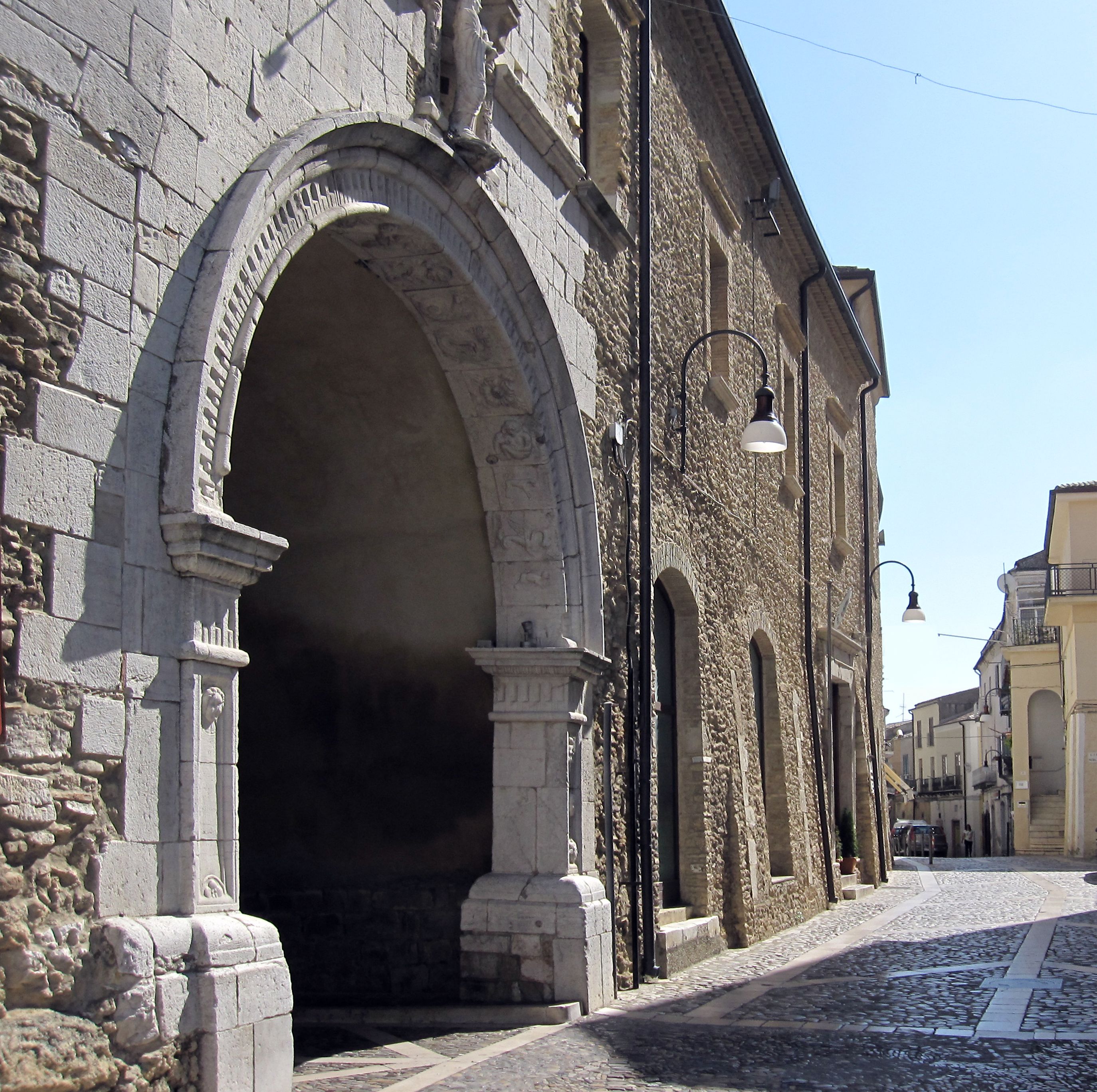
Il seminario vescovile di Tricarico

Nel 1948 è la volta di Perle e Diamanti - Proverbi, Detti, Massime e Sentenze di mia Madre e di mio Padre.
Tornò spesso a Tricarico dove completò la stesura e pubblicò, nel 1954, il volume Per la Storia di Civita, di Tricarico e di Calle.
Morì a New York a 86 anni. Dopo la traslazione del corpo, è sepolto nel cimitero di Tricarico.

## Le opere

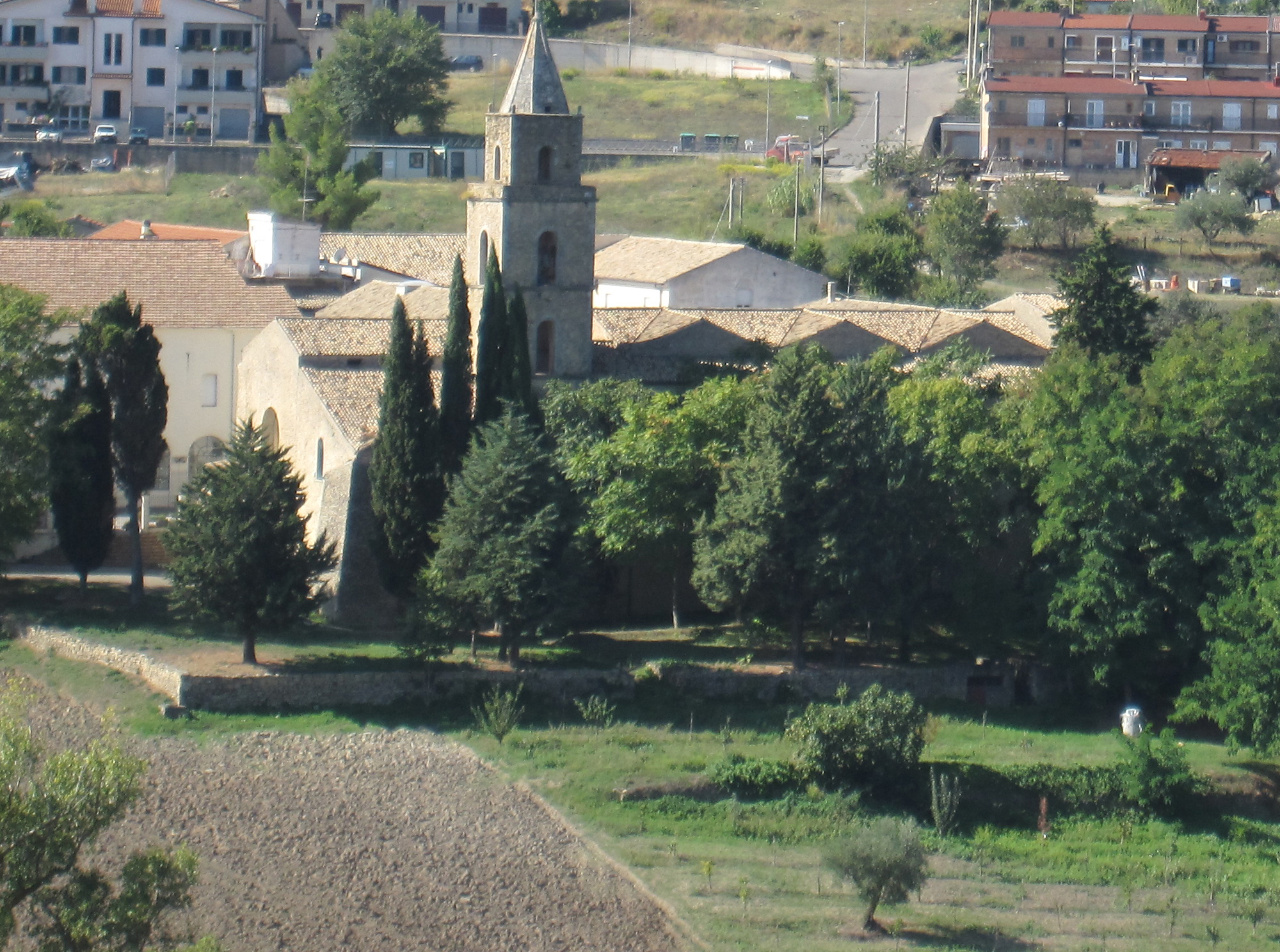
Il convento di Sant'Antonio da Padova a Tricarico

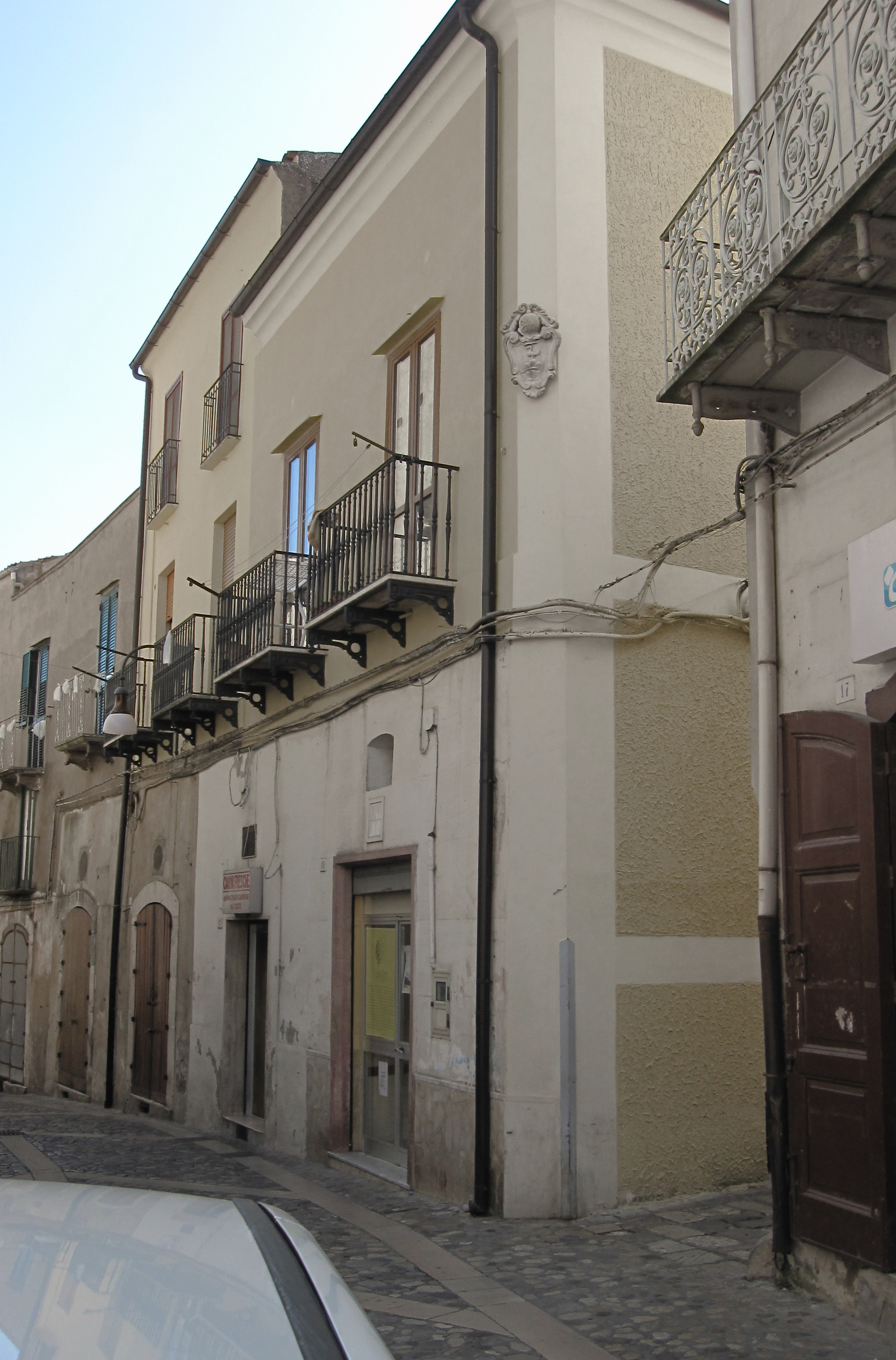
La casa di Giovanni Daraio a Tricarico

- Per la Storia di Civita, di Tricarico e di Calle (1954, editore G. Liantonio)
- La Storia del Vescovato di Tricarico (1910, editore Lacaita)
- Cristoforo Colombo (1935, editore Printing Serv)
- Rivendicazione Storica del Giorno di Colombo (1939, Printing Serv)
- Sommario storico della Lucania (1959, editore Liantonio)
- L'Angelo e il Diavolo (1954, editore Liantonio)
- Gli autori più noti della Innografia cristiana (1907, editore Garramone e Marchisiello)
- Le Scienze sussidiarie della Storia (1908, editore Leggieri)
- La Storia Compendiata (1908, editore Garramone)
- Il Santo di tutto il mondo (1902, editore Leggieri)
- I Vangeli e le Epistole delle Domeniche e Feste dell'Anno (1924, editore Easton Sunday Call)
- Tarcisio o Il Piccolo Martire del Sacramento (1924, editore Easton Sunday Call)
- Proprietà salutari e terapeutiche del vino, degli amari (1937, editore Printing Serv)
- Come mantenersi in buona salute (1942, editore Printig Serv)
- Perle e Diamanti, i proverbi di mia madre e di mio padre (1948, editore G. Swavengerg)
- Il Vescovato di Tricarico (1956, editore Gracis Printing Company)